# Mercedes Siles Molina
Mercedes Siles Molina (Jaén, 1966) es una matemática española, Catedrática de Álgebra de la Universidad de Málaga, especializada en álgebra no conmutativa; en concreto, en álgebras no asociativas y teoría de anillos. En la actualidad lidera dos líneas estratégicas: 'Algoritmos Éticos y Responsables para el Desarrollo Humano' y 'Equilibrios y Microequilibrios de Género en la Academia' (EMEGAE). Ha sido Presidenta del Comité Español de Matemáticas y vicepresidenta de la Real Sociedad Matemática Española. Fue directora general de la Agencia Nacional de Evaluación de la Calidad y Acreditación (ANECA). Es académica de número de la Academia Malagueña de Ciencias. 

## Biografía
Mercedes Siles nació en Jaén; vivió en Alcaudete hasta los dos años y se trasladó con su familia a Madrid, donde residió hasta los trece. A esa edad se mudaron a Málaga, ciudad en la que completó su formación en un instituto público y después en la Universidad de Málaga, donde cursó la licenciatura de Matemáticas. En 2020, tras tomar posesión como directora de la Agencia Nacional de Evaluación de la Calidad y Acreditación (ANECA), se instala nuevamente en Madrid. 

## Trayectoria profesional
En 1989 obtuvo la licenciatura en Ciencias Matemáticas por la Universidad de Málaga (UMA), con grado y nota de sobresaliente. En 1992 se doctoró en la UMA cum laude por unanimidad con la tesis Regularidad fuerte e inversos generalizados en sistemas de Jordan. Inició su actividad docente en el curso 1989-90. En 1994 pasó a ser profesora asociada y un año más tarde a profesora titular interina. En noviembre de 1996 accedió a una plaza de Profesora Titular de Universidad, que ocupó hasta diciembre de 2009, cuando ganó el concurso a cátedra en el área de álgebra, tras ser acreditada por ANECA; desde entonces es catedrática en el departamento de Álgebra, Geometría y Topología de la UMA.  Entre el 19 de febrero de 2020 y el 28 de febrero de 2023 fue directora general de la Agencia Nacional de Evaluación de la Calidad y Acreditación (ANECA).
Ha realizado contribuciones singulares en ámbitos muy diversos. En el de las matemáticas, su trabajo más citado es un libro publicado por Springer (Leavitt path algebras), único en su campo. En el cultural, ha creado las exposiciones El Sabor de las Matemáticas y Universos Paralelos Dialogando, por las que fue invitada al MoMath (Nueva York). Puso en marcha en España el Pi Day. Creó el programa steMatEsElla, patrocinado por Accenture, para potenciar el talento de las jóvenes en disciplinas STEM. Colaboró en la puesta en marcha del nodo andaluz de AMIT, que fue premio Meridiana 2012. Cuenta con diversos reconocimientos y premios.

### Docencia
Ha impartido clases en la licenciatura, el grado, el máster y el doctorado en Matemáticas, así como en Ingeniería Química en España, y cursos de máster y doctorado en Panamá y Senegal. Ha sido coordinadora del Máster y del Doctorado en Matemáticas en la Universidad de Málaga, y del máster en Álgebra, Geometría y Aplicaciones de la Universidad de Dakar (Senegal). También ha puesto en marcha microcredenciales en la universidad: desde el curso 2024/2025 es la coordinadora académica de la I Microcredencial Universitaria en Equilibrios y Microequilibrios en la academia: mentoría, acompañamiento y capacitación para una carrera sostenible.
El número de trabajos fin de grado, trabajos de investigación tutelados, tesis de licenciatura, tesinas de máster y trabajos fin de máster dirigidos ha sido de 24, todos en el ámbito de las matemáticas, y dos de ellos, además, relacionados con el arte y la divulgación de las matemáticas: "Imaginary Junior", realizado por María Jesús Calvente Montero, y "La proporción áurea en la mini-escultura de Miguel Berrocal", realizado por Hortensia Ramos Pérez.

### Estancias de investigación
Ha sido investigadora visitante en las Universidades de Colorado, en Colorado Springs (Estads Unidos); en el [Center of Ring Theory (Athens, Ohio, Estados Unidos); Kent State University (Ohio, Estados Unidos); Universidad de Maribor (Eslovenia); Queen’s University, Belfast (Northern Ireland); Universidad de Panamá, entre otras, así como en diversos centros de investigación y universidades españolas.

### Cooperación internacional
Su labor en cooperación internacional ha sido importante. Ha colaborado con universidades y organismos en Senegal, Marruecos, Túnez, Indonesia, Turquía, Perú, Panamá, México, Cuba, Brasil, Palestina, Colombia, Egipto, Venezuela, Ecuador y Sudáfrica. Esta colaboración la ha realizado mediante la invitación de investigadoras e investigadores para realizar proyectos de investigación conjuntos, organizando congresos y escuelas de investigación, impartiendo cursos, dirigiendo tesis doctorales, etc. 
Ha sido Secretaria de la Comisión de Desarrollo y Cooperación del CEMat y presidido el Comité de Cooperación para el desarrollo de la Real Sociedad Matemática Española (RSME), de la que ha sido responsable de Proyectos Culturales. Ha sido vicepresidenta primera de la Real Sociedad Matemática Española y presidenta del Comité Español de Matemáticas.

### Gestión y evaluación
Ha llevado a cabo diferentes actividades en el ámbito de la gestión y la evlauación en España, Estados Unidos, India, Rusia y Sudáfrica, entre otros países. Colaboró con el Comité Español de Matemáticas (CEMat) para la incorporación de España como estado miembro al Centro Internacional de Matemáticas Puras y Aplicadas (CIMPA). En 2011 tuvo lugar la adhesión de España al CIMPA y desde entonces Mercedes Siles ha sido Responsable Científica del mismo, miembro de su Equipo África y formado parte de su equipo directivo.
A lo largo de su carrera, Mercedes Siles ha formado parte de o colaborado con los siguientes organismos, desempeñando en ellos distintas funciones:
- AGAE (Agencia Andaluza de Evaluación). Coordinadora del área de Matemáticas y Física entre 2006 y 2011.
- ANEP (Administración Nacional de Educación Pública). Evaluación de proyectos de investigación.
- ANECA (Agencia Nacional de Evaluación de la Calidad y Acreditación). Miembro del Comité Asesor 1 de la CNEAI (2019).
- ANECA (Agencia Nacional de Evaluación de la Calidad y Acreditación). Directora desde febrero de 2020.
- CIMPA (Centro Internacional de Matemáticas Puras y Aplicadas). Responsable científica transversal y miembro del equipo directivo desde abril de 2011 hasta septiembre de 2016.
- AKKORK (Agency for Quality Assurance in Higher Education and Career Development, Rusia). Evaluación de másteres.
- NSA (National Security Agency, USA). Evaluación de proyectos de investigación.
- EPSRC (Engineering and Physical Sciences Research Council, UK). Evaluación de proyectos de investigación.
- NRF (National Research Foundation, South Africa). Evaluación de proyectos de investigación; premios.
- University of Colorado at Colorado Springs (USA). Evaluación de plazas de profesorado.
- Universidad de Madrás, India. Evaluadora de tesis de doctorado.
- SACNAS (South African Council for Natural Scientific Professions, South Africa). Evaluación de investigadores.
- AMMSI awards committee (African Mathematics Millennium Science Initiative). Miembro desde su creación en septiembre de 2015.

### Investigación
Sus áreas de interés incluyen: estructuras algebraicas no asociativas (álgebras de evolución, sistemas de Lie y de Jordan); módulos y anillos asociativos (en particular álgebras de caminos de Leavitt) y análisis funcional. Su área de trabajo es el álgebra no conmutativa; en concreto, las álgebras no asociativas y la teoría de anillos. Sus líneas de investigación prioritarias son: Álgebras de caminos de Leavitt, que son las asociadas a grafos en las que las propiedades del grafo y del álgebra están en estrecha conexión, y Álgebras de evolución, que son las que modelan la genética no mendeliana. La incorporación de esta última línea se debe a que está especialmente interesada en sus aplicaciones en colaboración con genetistas.
Mercedes Siles es investigadora principal del grupo de investigación de la Universidad de Málaga «Álgebras no asociativas y álgebras de grafo». Dirige un equipo que atrae investigadores de Alemania, Australia, Brasil, EE. UU., Indonesia, Panamá, Turquía. Además, es asesora científica en varias universidades latinoamericanas y miembro del comité científico de varios congresos y premios internacionales.
Fue responsable científica durante 6 años del Centro Internacional de Matemáticas Puras y Aplicadas (Francia) y conferenciante en Europa y EE. UU.; así como organizadora de escuelas de investigación en Brasil, Colombia, Cuba, Irán, Marruecos, México, Palestina, Panamá, Perú, Senegal, Turquía. En los últimos años sus proyectos de investigación han atraído a personal postdoc e investigadores de Australia, Brasil, Alemania, Indonesia, Irán, Panamá, Eslovenia, Turquía, USA y España.
Ha publicado más de sesenta trabajos de investigación, dirigido siete tesis doctorales y participado en más de cuarenta proyectos de investigación a nivel regional, nacional e internacional. Entre sus publicaciones, destaca Algebras of quotients of Lie algebras (2004) por ser un trabajo pionero, al aparecer en él por primera vez la noción de álgebra de cocientes en álgebras de Lie. Este trabajo marcó una inflexión en su carrera científica: en 2004 constituyó el grupo de investigación del que es responsable desde entonces, y que ha trabajado y obtenido financiación ininterrumpidamente. Sus trabajos (algunos en colaboración) sobre álgebras de caminos de Leavitt han sido importantes para determinar la estructura de estas álgebras. En un artículo posterior, Evolution algebras of arbitrary dimension and their decompositions (2016), inicia una nueva línea de investigación en álgebras (no asociativas) que constituyen modelos para la reproducción no sexual (no mendeliana).
Mercedes Siles y su grupo de investigación han trabajado en dos líneas. Una de ellas está relacionada con los grafos (aristas y vértices); la otra, con álgebras no asociativas. Las álgebras no asociativas están muy relacionadas con la física, la mecánica cuántica y también con la explicación del universo. A través de los grafos se pueden resolver problemas de utilidad en la vida diaria.
A principios de 2023 puso en marcha la iniciativa estratégica 'Algoritmos éticos y responsables para el desarrollo humano”, con cinco objetivos: Establecer una Carta de· principios algorítmicos en base a cuatro características principales: responsabilidad, revocabilidad, transparencia y trazabilidad (R2T2); Impulsar la regulación de los algoritmos –debiera haber una agencia que, a modo de la Agencia del Medicamento, regule la calidad de los algoritmos–; Plantear una certificación de caIidad algorítmica; Ofrecer formación para diferentes públicos; e lnformar, difundir y divulgar el valor, las ventajas y los riesgos de la inteligencia artificial.
La iniciativa estratégica EMEGAE, que inició a finales de 2023, aborda el sesgo en el reparto de tareas que se llevan a cabo en el ámbito académico y la valorización de las mismas. Uno de sus propósitos es transformar la manera en la que vivimos la carrera académica, ayudar a analizar cómo se usa el tiempo, visibilizar las cargas que carecen de reconocimiento y diseñar trayectorias profesionales más justas, sostenibles y conscientes. Es por ello que se ha ofertado la I Microcredencial Universitaria en Equilibrios y Microequilibrios en la Academia: Mentoría, Acompañamiento y Capacitación para una Carrera Sostenible.

### Divulgación
Mercedes Siles cree firmemente que las matemáticas, que la ciencia debe acercarse a la sociedad y, con este objetivo, desde 2011 ha estado desarrollando una intensa actividad en el ámbito de la divulgación. Considera que las matemáticas están en todas partes, que participan en cada una de las actividades de nuestra vida diaria y que descubrirlas es un reto que estimula la imaginación, nos depara sorpresas gratas y puede llevarnos a valorarlas más.
Con motivo del Centenario de la RSME concibió los proyectos «El sabor de las Matemáticas» y «Universos paralelos dialogando», trabajos realizados junto con el cocinero malagueño José Carlos García y el matemático y fotógrafo Pedro Reyes Dueñas.
La idea de relacionar la cocina y las matemáticas a través del arte, plasmada en las fotografías que componen «El sabor de las Matemáticas», y la de mostrar que las matemáticas, como la cocina, son un arte, que siguen procesos creativos parecidos, idea central de «Universos paralelos dialogando» –ambas, tan sugerentes–, han sido la razón de que estas dos exposiciones fotográficas hayan viajado por España, visitando Málaga, Santiago de Compostela, Granada, Córdoba, Murcia, Pamplona, Almería, Valencia, Logroño, Panamá, entre otras, y que su ideóloga haya sido invitada a hablar de ellas en numerosas ocasiones y países (España, Francia, Gran Bretaña, Venezuela, Panamá, Estados Unidos). En Nueva York, Mercedes Siles Molina fue conferenciante invitada por el MoMath, dentro de los "Math Encounters".
Colabora en programas de radio como Julia en la onda, de Onda Cero donde impartió la MASTERCLASS de Matemáticas: «Mercedes Siles nos enseña a encriptar un mensaje con el método Vigenère» o «Algunos vertebrados, como las ratas, poseen un sentido cuantitativo». o en prensa escrita, con artículos como «¿Cualquier punto puede considerarse el centro del universo?».
Está muy concienciada con el tema de la equidad entre hombres y mujeres. Entre 2008 y 2016 fue miembro de la Comisión de Igualdad de la Universidad de Málaga. Es socia de AMIT (Asociación de Mujeres Investigadoras y Tecnólogas) desde 2009, y en 2011 colaboró en la creación del nodo andaluz de AMIT del que fue su primera vicepresidenta. Como tal, organizó Tertulias frente al mar, dos ciclos de charlas en las que se debatía en torno a la igualdad. 
En relación con la calidad y la ética algorítmica, la entrevista para el Podcast de los Derechos Digitales de título '¿Pueden ser éticos los algoritmos?'. ilustra su pensamiento. También el vídeo-podcast 'La ética de los algoritmos'

## Publicaciones

### Libros
- Leavitt path algebras. Gene Abrams, Pere Ara, Mercedes Siles Molina. Springer. 2017[22]
- Las matemáticas son cultura. Mercedes Siles Molina. Grupo Editorial 33, D.L. 2014.[23]
- A course on Leavitt path algebras. Mercedes Siles Molina. Philosophy. 2015. Libro que recopila un curso sobre algebras de caminos de Leavitt impartido por Mercedes Siles en la Universidad de Monastir en abril de 2009.[24]
- Graph algebras: bridging the gap between analysis and algebra. Gonzalo Aranda Pino, Mercedes Siles Molina, Francesc Perera Domènech. Málaga: Servicio de Publicaciones e Intercambio Científico de la Universidad de Málaga, 2007.  978-84-9747-177-0.
- Strong regularity and generalized inverses in Jordan systems. Mercedes Siles Molina. (Tesis doctoral) Antonio Fernández López (dir. tes.). Universidad de Málaga (1992).

### Artículos
Algunos de sus artículos de matemáticas publicados son:
- Squares and associative representations of two dimensional evolution algebras. Maria Inez Cardoso Gonçalves, Daniel Gonçalves, Dolores Martín Barquero, Cándido Martín González, Mercedes Siles Molina. 2018
- Graph C ∗ -Álgebras, and Their Relationship to Leavitt Path Algebras. Gene Abrams, Pere Ara, Mercedes Siles Molina. 2017
- Classification of three-dimensional evolution algebras. Yolanda Cabrera Casado , Mercedes Siles Molina , M. Victoria Velasco. 2017
- Evolution algebras of arbitrary dimension and their decompositions. Yolanda Cabrera Casado , Mercedes Siles Molina , M. Victoria Velasco. 2016
- Morita Equivalence and Morita Invariant Properties: Applications in the Context of Leavitt Path Algebras. Mercedes Siles Molina, José Félix Solanilla Hernández. 2016
- Chain conditions for Leavitt path algebras. Gene Abrams, Gonzalo Aranda Pino, Francesc Perera, Mercedes Siles Molina. 2009
- Socle theory for Leavitt path algebras of arbitrary graphs. Gonzalo Aranda Pino, Dolores Martín Barquero, Cándido Martín González , Mercedes Siles Molina. 2008
- Non-simple purely infinite rings. Gonzalo Aranda Pino, Ken R. Goodearl, Francesc Perera, Mercedes Siles Molina. 2008
- The socle of a Leavitt path algebra. Gonzalo Aranda Pino, Dolores Martín Barquero, Cándido Martín González , Mercedes Siles Molina. 2007
- Finite-dimensional Leavitt path algebras. Gene Abrams, Gonzalo Aranda Pino, Mercedes Siles Molina. 2007
- Algebras of quotients of path algebras. Mercedes Siles Molina. 2007
- Exchange Leavitt path algebras and stable rank. Gonzalo Aranda Pino, Enrique Pardo, M Siles Molina. 2006
- Associative and Lie algebras of quotients. Francesc Perera, Mercedes Siles Molina. 2005
- Left Quotient Associative Pairs and Morita Invariant Properties. Mercedes Siles Molina. 2004
- Left Quotient Associative Pairs and Morita Invariant Properties. Miguel Gómez Lozano, Mercedes Siles Molina. 2004
- Goldie theorems for associative pairs. Antonio Fernández López, Eulalia García Rus, Miguel Gómez Lozano, Mercedes Siles Molina. 1998
- Strong regularity and generalized inverses in jordan systems. Antonio Fernández López, Eulalia García Rus, Esperanza Sánchez Campos, Mercedes Siles Molina. 1992

Algunos de sus trabajos publicados en relación con la inteligencia artificial son:
- Ética de la inteligencia artificial: de la neurociencia a los algoritmos[25] (artículo). Mercedes Siles Molina. 2025
- El español: lengua de la Inteligencia[26] (capítulo de libro). Mercedes Siles Molina. Observatorio de Derechos Digitales[27] (Red.es, Secretaría de Estado de Digitalización e Inteligencia Artificial). 2025

Algunos de sus trabajos publicados en relación con la igualdad de género son:
- Del grado a la cátedra: una carrera de obstáculos para la mujer[28] (capítulo de libro). En Edad, género y academia. Madrid: UAM-Ediciones, Colección MUsas, n.º 34. 2025[29]

### Tesis doctorales dirigidas
Las tesis doctorales que ha dirigido son:
- Evolution algebras. Yolanda Cabrera Casado. Tesis doctoral dirigida por Mercedes Siles Molina (dir. tes.), María Victoria Velasco Collado (dir. tes.). Universidad de Málaga(2016).
- Equivalencias de morita y álgebras de caminos de Leavitt. José F. Solanilla Hernández. Tesis doctoral dirigida por Mercedes Siles Molina (dir. tes.). Universidad de Málaga(2013).
- Maximal graded algebras of quotients and structure of prime strongly nondegenerate lie algebras. Hannes Bierwirth. Tesis doctoral dirigida por Mercedes Siles Molina (dir. tes.). Universidad de Málaga (2012).
- Una visión creativa de las magnitudes y su medida en educación infantil. Maria Dolores Sanchez Segura. Tesis doctoral dirigida por Mercedes Siles Molina (dir. tes.) y Emelina López González (dir. tes.). Universidad de Málaga (2008).
- Associative and lie algebras of quotients zero product determined matrix algebras. Juana Sánchez Ortega. Tesis doctoral dirigida por Mercedes Siles Molina (dir. tes.). Universidad de Málaga (2008).
- On maximal left quotient systems and leavitt path algebras. Gonzalo Aranda Pino. Tesis doctoral dirigida por Mercedes Siles Molina (dir. tes.). Universidad de Málaga (2005).
- Sobre anillos de cocientes y órdenes Fountain-Gould. Miguel Gómez Lozano. Tesis doctoral dirigida por Mercedes Siles Molina (dir. tes.). Universidad de Málaga (2001).

## Reconocimientos y premios
A lo largo de su carrera Mercedes Siles Molina ha recibido distintos reconocimientos a su buen hacer profesional, tanto a nivel nacional como internacional, entre otros:
- Presidenta del Comité Español de Matemáticas (CEMat).
- Miembro del Comité Ejecutivo del CEMat.
- Vicepresidenta de la Real Sociedad Matemática Española.
- Vocal de la Junta de Gobierno de la RSME.
- Presidenta del Comité de Cooperación y Desarrollo (CDC) de la RSME.
- Secretaria del Comité de Desarrollo y Cooperación del Comité Español de Matemáticas.
- Responsable Científica del Centro Internacional de Matemáticas Puras y Aplicadas (CIMPA, establecido en Francia) durante seis años, desde que España se convirtió en miembro; durante este período ha sido responsable de catorce escuelas de investigación.
- Organizadora/miembro del Comité Científico de escuelas de investigación EMALCA, EMA, CIMPA en: Irán, Marruecos, Panamá, Senegal, Sudáfrica.
- Representación de España en: EURAXESS, ICIAM, EMS, CIMPA, etc.
- Miembro de las siguientes asociaciones, sociedades y centros científicos: CIMPA, EMS, EWM, RSME, Thales, así como de la sociedad de Honor SigmaXi.
- Desde el 16 de mayo de 2022 es académica (electa) de número de la Academia Malagueña de Ciencias.[30]

Asimismo, ha recibido los siguientes premios:
- Premio "Dosta con el corazón 2020" por su apoyo incondicional a la mujer gitana.
- Premio Farola 2019 de Ciencia.
- Elegida Top 100 Mujeres Líderes 2019[31] como Académica e Investigadora.
- Elegida Top 100 Mujeres Líderes 2020[32] como Académica e Investigadora.